# Ifloga spicata
Ifloga spicata es una especie de  planta fanerógama perteneciente a la familia de las asteráceas.

## Descripción
I.spicata es una planta de la que se diferencian dos subespecies en Canarias: la ssp.spicata, en todas las islas citadas y la ssp.obovata (Bolle) Kunkel, endémica de las islas de Lanzarote, Fuerteventura y Tenerife. Se trata de una pequeña especie anual, de 2-13 cm, muy variable, con hojas filiformes no espinosas y capítulos muy pequeños. Dentro de Asteraceae se diferencia porque los capítulos se disponen agrupados en glomérulos y porque los frutos poseen un vilano con pelos plumosos.

## Distribución y hábitat
Se distribuye por las Islas Canarias, el sur de España a Norte de África a través de Oriente Medio a Afganistán, Pakistán y la India. Una planta del desierto bastante común, crece en la arena.

## Taxonomía
Ifloga spicata fue descrita por (Forssk.) Sch.Bip.  y publicado en Histoire Naturelle des Îles Canaries 3(2, sec. 2): 310. 1836-1839[1845].
Etimología
Ifloga: nombre genérico que es un anagrama de otro nombre genérico (Filago), perteneciente a la misma familia.
spicata: epíteto latíno que significa "espigado".
Variedades aceptadas
- Ifloga spicata subsp. albescens Chrtek
- Ifloga spicata subsp. hadidii (Fayed & Zareh) Greuter
- Ifloga spicata subsp. labillardierei (Pamp.) Chrtek
- Ifloga spicata subsp. obovata Bolle

Sinonimia
- Chrysocoma spicata Forssk.
- Gnaphalium aegyptiacum Pers.
- Gnaphalium ammophilum Wall.
- Gnaphalium cauliflorum Desf.
- Gnaphalium chrysocoma Poir.
- Gnaphalium spicatum (Forssk.) Vahl
- Ifloga fontanesii Cass.
- Ifloga spicata var. spicata
- Ifloga spicata subsp. spicata
- Trichogyne cauliflora (Desf.) DC.[6]